# Мёртвый ход
Мёртвый ход (люфтовая погрешность)  — свободное перемещение ведущего звена при неподвижном ведомом звене.
Холостое (то есть не передаваемое на ведомое звено) движение ведущего звена механизма возникает в момент реверсирования движения: Δм. х. = x − x', где x и x' — положения ведущего звена при прямом и обратном направлениях движения, соответствующие одному и тому же положению ведомого звена. При расчёте мёртвого хода механизма во время его проектирования обычно не учитываются зазоры в его опорах (например в подшипниках).

## Причины
Мёртвый ход является следствием наличия зазоров (люфтов) в кинематических парах механизма и упругих деформаций его деталей (упругий мёртвый ход). Он снижает точность работы механизма, способствует увеличению динамических нагрузок, появлению вибраций и шума.

### Способы устранения
Механизмы, где мёртвый ход отсутствует, называют беззазорными. Достигается это обычно упругим замыканием звеньев механизма. То есть соединением звеньев с предварительным упругим нагружением. Как правило, это реализовано с помощью различных пружин. В этом случае одна из частей механизма располагается свободно (не имеет жёсткой связи по некоторым из осей перемещения), а пружина сдвигает её в некое направление с целью «выбрать» имеющийся мёртвый ход: например, часть винтовой поверхности «подвигается» к винту или одна из шестерен может состоять из двух половин и одна из половин (подпружиненная) обеспечивает зацепление с другой шестерней противоположными поверхностями зубьев.
Отсутствие мёртвого хода приводит к уменьшению динамических нагрузок, повышению точности движения звеньев механизма.
Однако у беззазорных механизмов есть и минусы: кроме значительного усложнения и удорожания конструкции, возрастают и механические потери. Если например для устранения мертвого хода применяется сдвоенное колесо с пружинами, то КПД пары зубчатых колес или червячной передачи уменьшается в 1,5—2 раза.

## Смежные понятия
Ошибка мёртвого хода механизма — это отставание ведомого звена при изменении направления движения ведущего звена. Её величина определяется разницей положений ведомого звена при одинаковых положениях ведущего при прямом и обратном движении механизма. Она равна разнице в положениях ведомого звена при одинаковых положениях ведущего во время прямого и обратного движения механизма.
Мёртвый ход в аэродинамике — зона нечувствительности воздушных рулей. То есть ситуация когда изменения положения руля не приводит к изменению траектории полёта летательного аппарата. Причины могут быть разные для различных конструкций.

## Мёртвый ход в автомобилях
Мёртвый ход (иногда также называемый «свободным ходом» или «люфтом») присутствует например в механизме рулевого управления автомобиля. Этот суммарный зазор определяется как угол поворота рулевого колеса в пределах его свободного хода до момента начала поворота управляемых колёс. Измеряется с помощью люфтомера.

## Мёртвый ход в измерительных приборах
Остро стоит проблема мёртвого хода в измерительных приборах и многих очень точно действующих исполнительных механизмах. Там приходится прибегать к силовым связям, чтобы его устранить или исключить его влияние. Так, в металлических манометрах и барометрах часто движение органа, чувствительного к изменению давления, передается в сильно увеличенном перемещении стрелке с помощью зубчатого сектора и шестерни, но на оси стрелки помещают спиральную пружину, толкающую стрелку назад, вследствие чего мертвый ход не проявляется. Подобное средство применено и в винтовых микрометрах.

## Мёртвый ход в артиллерии
Механизмы рассматриваются на примере 85-мм зенитной пушки обр. 1939 г. 52-К.

### Механизмы, где мёртвый ход не устраняется
К таковым относится, например, механизм горизонтальной наводки орудия (наводка по азимуту). В нём мёртвый ход определяется вращением маховика наводчика. Он не должен превышать 1/4 оборота маховика. Если мёртвый ход больше, то принимаются меры для его устранения: изменение положение червяка регулировочными винтами с целью улучшить его зацепление с венцом. Однако это позволяет лишь уменьшить его до приемлемых значений, но не исключить вовсе.

### Механизмы, где мёртвый ход устраняется (беззазорный механизм[9])
Есть у зенитных пушек и ряд механизмов, где реализовано автоматическое устранение мёртвого хода в процессе их работы. В основном это приборы и приводы принимающие углы положения орудия, которые должны быть корректными для точной наводки по целеуказанию с ПУАЗО.
Например привод принимающего азимут имеет сразу две ступени устранения мёртвого хода. Первая: шестерня передачи от зубчатого обода тумбы. Шестерня разделена вдоль, и одна из половин не закреплена на оси и может вокруг неё вращаться. Внутри расположена торсионная пружина, которая всё время поворачивает одну половину шестерни относительно другой. Благодаря пружине зубья шестерен постоянно нажимают на зубья зубчатого обода тумбы, чем автоматически выбирается мёртвый ход в передаче. Вторая: две пары цилиндрических шестерен расположенные одна над другой на одном и том же валике — одна соединена с шестерней принимающего прибора, а другая с шестерней валика передачи. Каждая шестрня также состоит из двух половинок, при этом одна половинка располагается на валике свободно. Нижняя пара шестерен соединена с верхней парой двумя заводными (торсионными) пружинами, через свободные половинки. Пружины автоматически выбирают мёртвый ход в этой цилиндрической передаче.
По другому принципу устроен привод принимающего углы возвышения. Это червячная передача и в ней сам червяк может свободно перемещаться вдоль оси, которая его вращает. Сверху его постоянно поджимает пружина сжатия, стремясь переместить его вдоль оси. Таким образом она постоянно прижимает его к червячному колесу. Этим обеспечивается постоянное автоматическое устранение мёртвого хода в передаче.